# Tumbinai Khan
 (octobre 2023).
La mise en forme du texte ne suit pas les recommandations de Wikipédia : il faut le « wikifier ».
Les points d'amélioration suivants sont les cas les plus fréquents. Le détail des points à revoir est peut-être précisé sur la page de discussion.
- Les titres sont pré-formatés par le logiciel. Ils ne sont ni en capitales, ni en gras.
- Le texte ne doit pas être écrit en capitales (les noms de famille non plus), ni en gras, ni en italique, ni en « petit »…
- Le gras n'est utilisé que pour surligner le titre de l'article dans l'introduction, une seule fois.
- L'italique est rarement utilisé : mots en langue étrangère, titres d'œuvres, noms de bateaux, etc.
- Les citations ne sont pas en italique mais en corps de texte normal. Elles sont entourées par des guillemets français : « et ».
- Les listes à puces sont à éviter, des paragraphes rédigés étant largement préférés. Les tableaux sont à réserver à la présentation de données structurées (résultats, etc.).
- Les appels de note de bas de page (petits chiffres en exposant, introduits par l'outil «  Source ») sont à placer entre la fin de phrase et le point final[comme ça].
- Les liens internes (vers d'autres articles de Wikipédia) sont à choisir avec parcimonie. Créez des liens vers des articles approfondissant le sujet. Les termes génériques sans rapport avec le sujet sont à éviter, ainsi que les répétitions de liens vers un même terme.
- Les liens externes sont à placer uniquement dans une section « Liens externes », à la fin de l'article. Ces liens sont à choisir avec parcimonie suivant les règles définies. Si un lien sert de source à l'article, son insertion dans le texte est à faire par les notes de bas de page.
- La présentation des références doit suivre les conventions bibliographiques. Il est recommandé d'utiliser les modèles {{Ouvrage}}, {{Chapitre}}, {{Article}}, {{Lien web}} et/ou {{Bibliographie}}. Le mode d'édition visuel peut mettre en forme automatiquement les références.
- Insérer une infobox (cadre d'informations à droite) n'est pas obligatoire pour parachever la mise en page.

Pour une aide détaillée, merci de consulter Aide:Wikification.
Si vous pensez que ces points ont été résolus, vous pouvez retirer ce bandeau et améliorer la mise en forme d'un autre article.
Tumbinai Khan, Tumbinai Setsen Khan, ou, les Timurides disent Tumanay Khan ( mongol : Тумбинай хаан, Тумбинай сэцэн, Туманай хаан ; mort en 1120 CE.) était le Khan des mongole, il vécut aux XIe et XIIe siècles, son fils et successeur Khabul Khan fut le fondateur du Khamag Mongol après sa mort. Son deuxième fils Khaduli était d'accord avec son frère Khabul Khan,,. Il était le fils et successeur de Baishinkhur Dogshin qui était le fils de Kaidu Khan,,.

## Vie
Il est né vers 1065. À cette époque, la portée mongole augmentait rapidement. La dynastie Liao de Chine a toujours menacé les Mongols, c'est pourquoi elle a rendu hommage à l'empereur. Après sa mort, son fils aîné Khabul Khan lui succéda et unifia les mongoles, formant une confédération mongole Khamag et devenant le premier Khan des Mongols. Khabul combattit et vainquit les forces de Liao,,. Il est l'arrière-arrière-arrière-petit-fils de Bodonchar Munkhag qui fonda le clan Borjigin et vécut au Xe siècle. L'autre arrière-arrière-petit-fils célèbre de Munkhag , Qarachar Noyan, qui est devenu ministre régent du khanat de Chagatai,, est le fondateur de la lignée des Barlas.

## Descendance
On lui connait au moins deux fils, il en eut peut-être sept autres :
- Qachulai (Kadjuli), ancêtre de la maison des Barulas;
- Babul Qa'an, son successeur;
- peut être Jaksu, ancêtre des maisons des Uru'ud, des Mangqud et des Noyakin;
- peut être Barim Shi'iratu Qarutchu;
- peut être Qachi'un, ancêtre de la maison des Adarkin;
- peut être Bat Celsei, ancêtre de la maison des Buda'ad;
- peut être Udur Bayan, ancêtre de la maison des Jajirad;
- peut être Bu'ulchar Doqulan, ancêtre de la maison des Doqolad;
- peut être Besudei, ancêtre de la maison des Besud.

Tumbinai était l'arrière-arrière-grand-père de Gengis Khan, fondateur de l'empire mongol,, par l'intermédiaire de son fils aîné Khabul Khan et de l'arrière-arrière-arrière-arrière-arrière-arrière-grand-père d'Amir Timur, qui fut le fondateur de l'empire timuride en Asie centrale, par l'intermédiaire de son deuxième fils Khaduli puis de son arrière-petit-fils Qarachar Barlas, qui créa le clan de la confédération Barlas.